# ريزوان مانجي
ريزوان مانجي هو ممثل كندي ولد في 17 أكتوبر 1974،يعيش حالياً في الولايات المتحدة ولديه زوجة و ثلاث أولاد.